# Blender (programma)
Blender è un software libero e multipiattaforma di modellazione, rigging, animazione, montaggio video, composizione, rendering e texturing di immagini tridimensionali e bidimensionali. Dispone inoltre di funzionalità per mappature UV, simulazioni di fluidi, di rivestimenti, di particelle, altre simulazioni non lineari e creazione di applicazioni/giochi 3D.
Blender è dotato di un robusto insieme di funzionalità paragonabili, per caratteristiche e complessità, ad altri noti programmi per la modellazione 3D come Softimage XSI, Cinema 4D, 3D Studio Max, LightWave 3D e Maya.
Tra le funzionalità di Blender vi è anche l'utilizzo di raytracing e di script (in Python).

## Storia
In origine, il programma è stato sviluppato come applicazione interna dallo studio di animazione olandese NeoGeo (non associato al marchio hardware per videogiochi Neo Geo). L'autore principale, Ton Roosendaal, fondò la società Not a Number Technologies (NaN) nel 1998 per continuare lo sviluppo e distribuire il programma che inizialmente fu distribuito come software proprietario a costo zero (freeware) fino alla bancarotta di NaN nel 2002. I creditori acconsentirono a pubblicare Blender come software libero, sotto i termini della licenza GNU General Public License, dietro il pagamento una-tantum di € 100.000,00. Il 18 giugno 2002 fu iniziata da Roosendaal una campagna di raccolta fondi e il 7 settembre 2002 fu annunciato che l'obiettivo era stato raggiunto e il codice sorgente di Blender fu pubblicato in ottobre. Oggi Blender è un progetto open source molto attivo ed è guidato dalla Blender Foundation.
Il 3 maggio 2020 Blender Foundation ha rilasciato la versione 2.83, la prima LTS (long term release) dopo il rilascio di Blender 2.80.

## Caratteristiche
Blender richiede poco spazio per essere installato e può essere eseguito su molte piattaforme, ma su tutte ha la stessa identica interfaccia, disegnata tramite OpenGL. Sebbene sia spesso distribuito senza esempi e materiali (comunque reperibili su moltissimi siti web) il software è ricco di caratteristiche tipiche di sistemi avanzati di modellazione. Tra le sue potenzialità, possiamo ricordare:
- Supporto per una grande varietà di primitive geometriche, incluse le mesh poligonali, le curve di Bézier, le NURBS, le metaball e i font vettoriali.
- Conversione da e verso numerosi formati per applicazione 3D, come Wings 3D, 3D Studio Max, LightWave 3D e altri.
- Strumenti per gestire le animazioni, come la cinematica inversa, le armature (scheletri) e la deformazione lattice, la gestione dei fotogrammi chiave, le animazioni non lineari, i vincoli, il calcolo pesato dei vertici e la capacità delle mesh di gestione delle particelle.
- Gestione dell'editing video non lineare.
- Caratteristiche interattive attraverso il Blender Game Engine, come la collisione degli ostacoli, il motore dinamico e la programmazione della logica, permettendo la creazione di programmi stand-alone o applicazioni real-time come la visione di elementi architettonici o la creazione di videogiochi.
- Motore di rendering interno versatile ed integrazione nativa col motore esterno YafaRay (un raytracer open source).
- Motore di rendering unbiased Cycles disponibile internamente a partire da Blender 2.61.
- Scripting in python per automatizzare e/o controllare numerosi aspetti del programma e della scena.
- Tracciamento della telecamera e degli oggetti.
- Controllo in tempo reale in tempo reale durante la simulazione fisica e il rendering.
- Texturing procedurale e basato su nodi, oltre alla possibilità di disegnare texture direttamente sul modello.
- Grease Pencil: uno strumento per l'animazione 2D in una pipeline 3D completa.[1]
- Compositing video, lavoro con chromakey.
- Offre fino a 32 tracce per aggiungere clip, immagini, audio, scene, maschere ed effetti.[2]
- Blender utilizza un proprio formato di file, denominato ".blend", difficilmente accessibile da altri programmi. È multipiattaforma e compatibile con le versioni precedenti. Gli script di importazione ed esportazione sono integrati per diversi formati, ad esempio B. per i file OBJ e FBX, oltre alla possibilità di estenderli con plugin.
- Blender può essere esteso con le cosiddette sovrastrutture, molte delle quali non provengono da Blender stesso.[3]

### Interfaccia utente

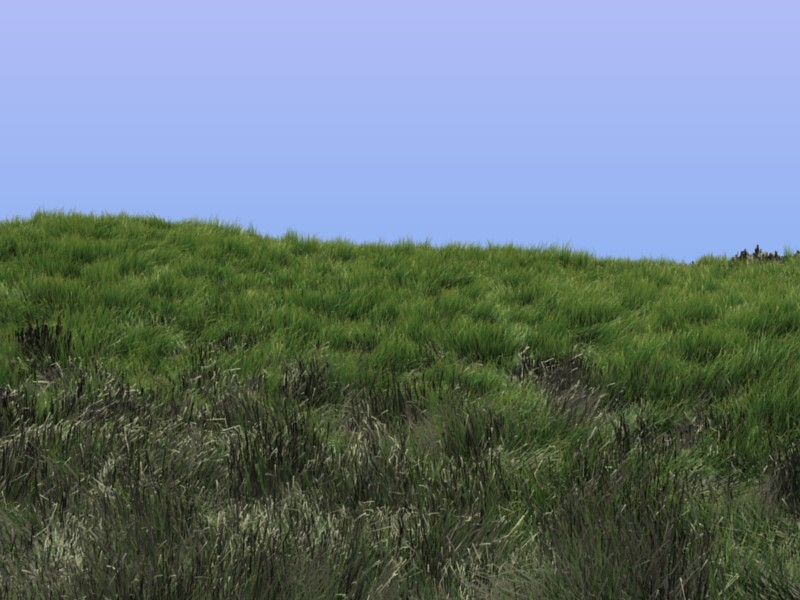
Effetti particellari per realizzare un prato in Blender

Blender ha fama di essere un programma difficile da imparare. Quasi tutte le funzioni possono essere richiamate con scorciatoie da tastiera e per questo motivo quasi tutti i tasti sono collegati a numerose funzioni. Da quando è stato pubblicato come opensource, la GUI è stata notevolmente modificata, introducendo la possibilità di modificare il colore, l'uso di widget trasparenti, una nuova e potenziata visualizzazione e gestione dell'albero degli oggetti e altre piccole migliorie (scelta diretta dei colori, ecc.).
L'interfaccia di Blender ha alcune caratteristiche specifiche:
- Due principali modalità di gestione degli oggetti: esse sono la Modalità oggetto (object mode) e la Modalità modifica (edit mode), ed è possibile passare dall'una all'altra per mezzo del tasto tab. La modalità oggetto può essere usata per manipolare oggetti singoli, mentre la modalità modifica è usata per modificare i dati di un oggetto. Per esempio, in una mesh poligonale, la modalità oggetto può essere usata per muovere, scalare e ruotare l'intera mesh, mentre la modalità modifica è usata per modificare i vertici individuali della mesh. Ci sono anche altre modalità, come la pittura vertici, la modalità scultura o la pittura pesi per usi specifici.
- Uso del tasto destro del mouse per selezionare gli oggetti, contrariamente a quanto avviene di solito nei programmi cad/3D.
- Scorciatoie da tastiera: la maggior parte dei comandi è impartibile attraverso la tastiera. Fino alla versione 2.x e specialmente nella versione 2.3x, questo era il solo modo per impartire comandi, e questo è stato il principale motivo che ha dato a Blender la reputazione di essere un programma difficile da imparare e capire. Le nuove versioni hanno menu molto più completi, che permettono di usare in larga misura il mouse per impartire i comandi.
- Spazio di lavoro completamente ad oggetti: l'interfaccia di Blender è formata da uno o più riquadri (editor), ognuno dei quali può essere diviso in sezioni e sottosezioni (regioni, aree e pannelli), che possono essere formati da una qualunque immagine o vista di Blender. Ogni elemento grafico delle viste di Blender può essere controllato nello stesso modo in cui si controlla la finestra 3D - si possono ad esempio ingrandire i pulsanti della barra dei menù nello stesso modo in cui si ingrandisce un'immagine nella finestra di anteprima. La disposizione delle componenti dell'interfaccia di Blender è modificabile dall'utente, che può così lavorare a compiti specifici su un'interfaccia personalizzata e nascondere le caratteristiche non necessarie, o anche suddividere diverse funzioni e comandi su schermi diversi.Immagine creata con Blender.

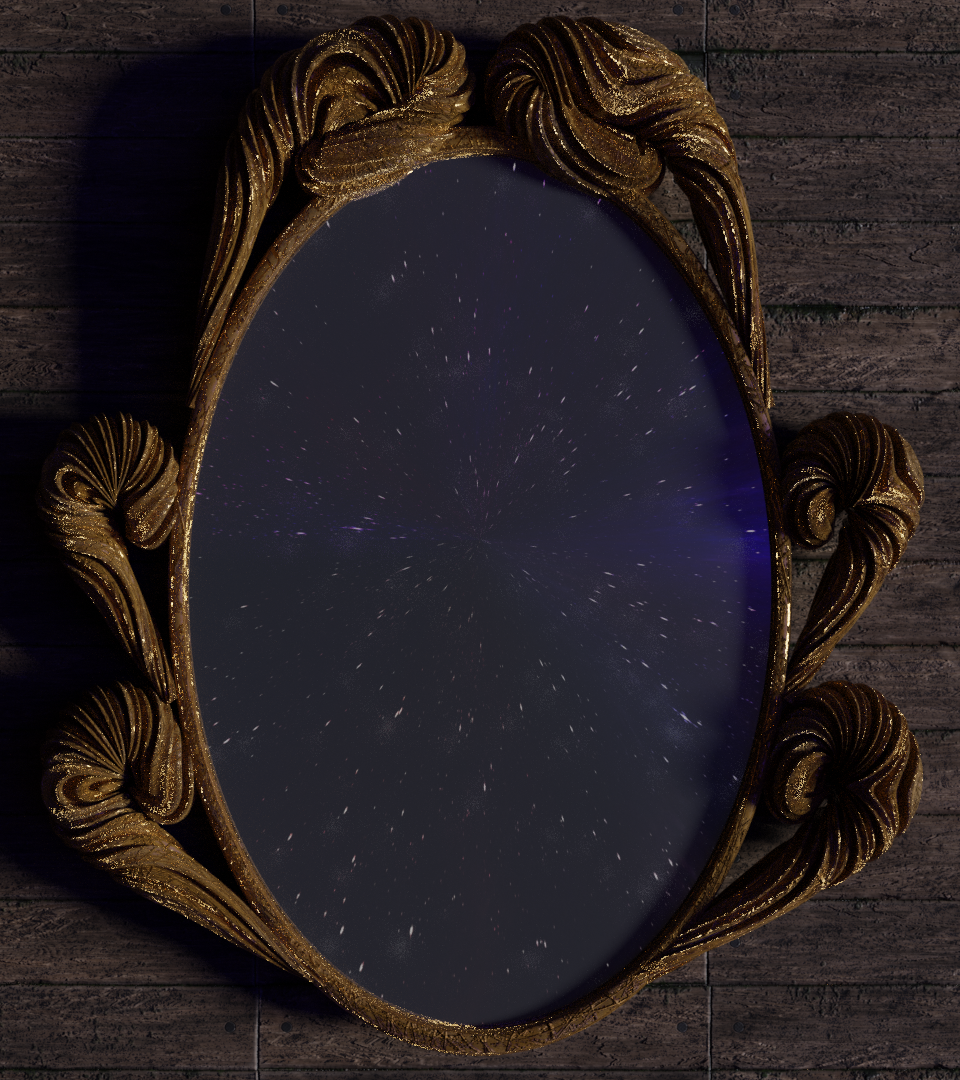
Immagine creata con Blender.

A partire dallo sviluppo delle versioni 2.5x, è stata introdotta una nuova interfaccia, oltre al cambiamento di alcune combinazioni di tasti, rendendo il tutto più intuitivo per chi è alle prime armi con il programma. Con la versione 2.8, rilasciata il 30 luglio 2019, l'interfaccia ha subito ulteriori modifiche sostanziali.

## Caratteristiche comparate con altri programmi 3D

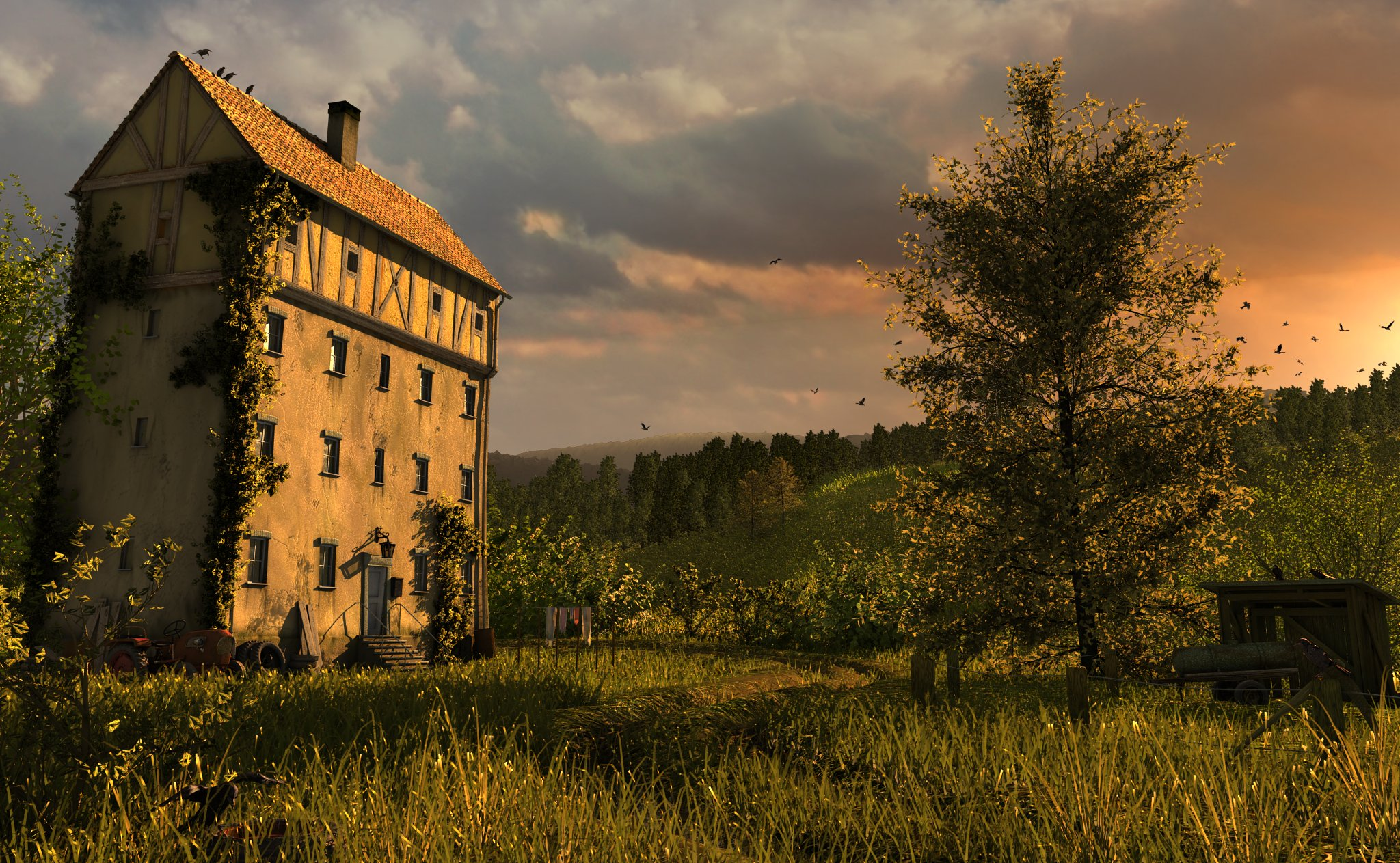
Esempio di immagine prodotta con Blender

Da quando è stato pubblicato il sorgente, Blender è stato notevolmente migliorato e il codice di base ha subito numerose modifiche, soprattutto per poter inserire nuove funzionalità con maggiore facilità. Sebbene Blender (fino alla versione 2.36) abbia sempre cercato di raggiungere i software 3D proprietari e adesso permetta di realizzare praticamente ogni cosa possibile in 3D, differisce ancora da programmi come Autodesk Maya, Softimage XSI o Maxon Cinema 4D. Manca ancora un sistema NLA (Non Linear Animation) più ricco e flessibile, la possibilità di unire armature (può solo essere emulato con un uso esteso dei vincoli), un'esportazione in formato non binario, un sistema migliorato per gestire le misurazioni e, soprattutto a causa dello sviluppo rapido di Blender, una documentazione coerente e aggiornata.
Il primo grande progetto professionale nel quale Blender è stato usato come strumento primario è stato la previsualizzazione dell'animatic del film Spiderman 2:
(Anthony Zierhut, Animatic Artist, Los Angeles)

## Disponibilità
Rispondendo alla sua natura open source, il codice sorgente di Blender è disponibile dal sito ufficiale. Blender supporta ufficialmente numerosi sistemi operativi, incluso GNU/Linux, FreeBSD, Microsoft Windows (versione 8.1, 10 e 11) e macOS (versione 10.13 e 11.0); esistono inoltre porting non ufficiali per altri sistemi operativi come BeOS, SkyOS, AmigaOS, MorphOS e Pocket PC. Sia i binari che le versioni portable sono disponibili sul sito ufficiale.